# Leuctra triloba
Leuctra triloba är en bäcksländeart som beskrevs av Peter Walter Claassen 1923. Leuctra triloba ingår i släktet Leuctra och familjen smalbäcksländor. Inga underarter finns listade i Catalogue of Life.